# Wencke Mühleisen
Wencke Mühleisen (geboren 19. Oktober 1953 in Vaksdal) ist eine norwegische Genderforscherin und Schriftstellerin. 

## Leben
Wencke Mühleisen hat einen slowenisch-österreichischen Vater und eine norwegische Mutter. Ihr Großvater Lothar Mühleisen (1876–1956) stammte aus Marburg an der Drau und war deutschvölkischer Politiker im Königreich Jugoslawien. Ihr Vater war als deutscher Kriegsfreiwilliger im Zweiten Weltkrieg in Finnland stationiert und lernte ihre Mutter in Norwegen kennen. Er arbeitete nach Kriegsende und der Eheschließung als Textilingenieur in Norwegen. Mühleisen wuchs ab 1955 in Österreich, Deutschland und der Schweiz auf und dann ab 1965 wieder in Mosjøen in Norwegen. 
Ab 1976 lebte sie im Friedrichshof-Kollektiv des österreichischen Aktionskünstlers Otto Muehl. Von 1978 bis 1989 war sie als Performancekünstlerin tätig und beschäftigte sich mit Themen wie Geschlecht, Körper, Sexualität, Feminismus und Politik. Sie provozierte ihr Publikum, indem sie auf der Bühne nackt auftrat, ihre Genitalien rot bemalte und Geschlechtsverkehr vortäuschte. Sie verließ das Kollektiv 1985 und kritisierte später den autoritären Führungsstil in der Kommune und den sexuellen Missbrauch von Kindern. Sie trug damit zur strafrechtlichen Verurteilung Muehls bei. Im Jahr 2009 wirkte sie an dem Dokumentarfilm Die Kinder vom Friedrichshof. Die Kommune Otto Mühl von Juliane Großheim mit.
Mühleisen studierte Medien und Kommunikation an der Universität Oslo und machte 1992 ein Diplom. Danach war sie am Norwegischen Filminstitut und ab 1997 am Medieninstitut der Universität Oslo beschäftigt, an der sie 2003 promoviert wurde. Danach leitete sie verschiedene Projekte zu Genderforschung an der Universität und wurde 2008 außerordentliche Professorin in Oslo und 2011 Professorin an der Universität Stavanger. Seit 2014 arbeitet sie freiberuflich zu den Themen Gender, Sexualität, Feminismus und Politik.
Sie debütierte als Romanautorin im Jahr 2010 und hat seitdem mehrere autobiografisch grundierte Romane veröffentlicht.

## Werke (Auswahl)
- Silikonpupper, skjønnhetens demokratisering og det naturliges terror. 1996
- Kjønn i uorden: Iscenesettelse av kjønn og seksualitet i eksperimentell talkshowunderholdning på NRK fjernsynet. Dissertation, Universitetet i Oslo, 2002
- Kjønn og sex på TV: norske medier i postfeminismens tid. Universitetsforlaget, 2003
- Jørgen Lorentzen, Wencke Mühleisen: Kjønnsforskning: En grunnbok. Universitetsforlaget, 2006
- Christel Sverre, Wencke Mühleisen: Meningen med sex. Noen kunstneriske, populærkulturelle og vitenskapelige undersøkelser. Pax forlag, 2007
- Sex og sånn. Funderinger om kjønn og seksualitet i kultur og medier Oslo: Spartacus, 2007
- Åse Røthing, Wencke Mühleisen: Norske Seksualiteter. Oslo: Cappelen, 2009
- Jeg skulle ha løftet deg varsomt over. 2011
- Kanskje det ennå finnes en åpen plass i verden. Autobiografie. 2015
  - Du lebst ja auch für deine Überzeugung. Mein Vater, Otto Muehl und die Verwandtschaft extremer Ideologien. Übersetzung Sylvia Kall, Ina Kronenberger. Wien: Paul Zsolnay, 2020
- All gjeldende fornuft: en brevroman. 2017
- Redd deg selv, lille hjerte. 2020
- Alt jeg frykter har allerede skjedd. 
  - Alles, wovor ich Angst habe, ist schon passiert. Roman. Übersetzung Ina Kronenberger. Zürich: Nagel und Kimche, 2025